# Carpe Mortem
Carpe Mortem ist das zweite Studioalbum der Horrorpunk-Band The Crimson Ghosts. Das Album erschien am 1. September 2006 bei Fiend Force.

## Titelliste
1. Carpe Mortem – 2:34
2. Back For Nod Good – 2:38
3. Somewhere In A Casket – 2:44
4. The House – 3:20
5. From Beyond – 3:15
6. The Beast – 2:33
7. Midnight Mayhem – 2:49
8. Night Of The Dead Promqueen – 4:21
9. Patchwork Fuckface – 3:39
10. Mephisto – 2:08
11. End Of Days – 2:39
12. Shadows – 3:34
13. Reptile – 2:43

## Hintergrund
Seit der Veröffentlichung des ersten Albums hatte die Band nach eigenen Angaben ihr Songwriting verbessert. Neben dem Gitarristen und Haupt-Songwriter The Jackal wurden einige Lieder auch vom Schlagzeuger Reverend geschrieben. Auch Bassist Monstrosity beteiligte sich am Songwriting.

## Stil
Neben den für das Horrorpunk-Genre üblichen Einflüssen Punk, Gothic und Rockabilly wurde die Band auch vom Metal beeinflusst. Die Texte behandeln typische Horror-Themen.

## Rezeption
Joachim Hiller lobte das Album in seiner Rezension für das Ox-Fanzine und bezeichnete The Crimson Ghosts als eine der besten Bands des Genres. Auch der Sonic Seducer bewertete das Album positiv. Hervorgehoben wurde die für das Genre ungewöhnlich professionelle Produktion.